# Abraham Brustawitzki
Abraham (eigentlich Abram Chemjanowitsch) Brustawitzki (auch: Brzostowiecki; Brzestowiecki; * 15. August 1908 in Kolno, Russisches Kaiserreich; verschollen) war ein polnisch-deutscher Journalist, Schriftsteller und Übersetzer. Einen Teil seiner Veröffentlichungen verfasste er unter dem Pseudonym A. Brustow.

## Leben
Brustawitzkis Vater, der Kaufmann und Pferdehändler Chemia Brzostowiecki (* 1876), war bei Ausbruch des Ersten Weltkriegs mit der Ehefrau Rosa (* 1875), geb. Zabielowicz, in Deutschland auf Geschäftsreise. Beide wurden als Kriegsgefangene in Magdeburg interniert, ließen sich später am Ort nieder und holten die Kinder, Chaim Baruch (* 1898), Inda (* 1899), Motek (* 1906), Abraham und Susan (* 1912) nach. Seit 1925 unterhielten die Eltern – nun den Familiennamen Brustawitzki führend – das Hotel und ab 1928 das Restaurant „Stadt Amsterdam“ in der Brandenburger Straße 2.
Abraham Brustawitzki gehörte – wie seine Ehefrau Hertha (Parteiname Erna Frohna) – seit September 1931 der KPD an und war wie diese im Bezirk Magdeburg-Anhalt politisch tätig. Brustawitzki arbeitete für die „Welt am Abend“ und ab 1930 für die „Junge Volksbühne“ (ein nach dem Ausschluss aus der Berliner Volksbühne 1930 gegründetes „proletarisch–revolutionäres“ Theaterkollektiv). Nach Angaben von Ernst Ottwalt und Emma Tromm(–Dornberger) kam er 1932 mit einem Krankentransport des „Internationalen Bundes der Opfer des Krieges und der Arbeit“ in die UdSSR (die Ehefrau folgte im September). Zunächst in einem Sanatorium untergebracht, erhielt er von Wilhelm Florin nachträglich die Genehmigung zum Verbleib im Land und lebte zunächst in Moskau, dann in Leningrad. Brustawitzki gehörte der Länderkommission der Internationalen Vereinigung Revolutionärer Schriftsteller (IVRS), russisch: Meždunarodnoe ob’edinenie revoljucionnych pisatelej (MORP) an, verfasste Beiträge für die „Deutsche Zentral-Zeitung“ (DZZ), wurde schließlich Feuilletonredakteur der Leningrader „Rote Zeitung“, wo er mit Richard Lengyel zusammen arbeitete.
1934 wurde Hertha Brustawitzki als Mitarbeiterin der DZZ entlassen. Am 21. Mai 1936 wurde Abraham Brustawitzki verhaftet und am 22. September 1936 von einer „Sonderberatung“ des NKWD nach § 58(10) des Strafgesetzbuches wegen antisowjetischer Propaganda und Agitation zu 5 Jahren „Besserungsarbeitslager“ verurteilt. Sein weiteres Schicksal ist bislang unbekannt.
Hugo Huppert rechnete Abraham Brustawitzki im Verlauf der nichtöffentlichen Versammlung deutscher Exilschriftsteller 1936 zur Opposition der „Jungen“, zu der außerdem Gustav Brand, Lengyel, Erich Müller(–Kamp), David Schellenberg und Emma Tromm(–Dornberger) gehört haben sollen. Ernst Ottwalt zögerte bei der Versammlung nicht, sich in denunziatorischem Impetus vom inzwischen verhafteten Brustawitzki zu distanzieren:

„Ich lernte den Brustawitzki hier in Moskau kennen und roch, daß er stank, ein Hund, der sich überall hineindrängt, der einem nicht in die Augen sehen konnte. Außerdem log er. Wir hatten ein Gespräch, und in diesem Gespräch kamen drei Lügen zum Vorschein. Ich kannte die Redaktion der „Welt am Abend“, und dort arbeitete er, ich wußte auch von seiner Teilnahme an der „Jungen Volksbühne“. Aber hier wußte ich, daß er lügt, daß mit dem Mann etwas nicht in Ordnung ist. Ich habe sofort eine Meldung an die Kaderabteilung der KI zu Händen des Genossen Müller gemacht – Oktober 1933. Dietrich hatte ich auch informiert. Später traf ich den Brustawitzki noch einmal und wußte, er hatte mir gesagt, er stamme aus Magdeburg. Wie es der Zufall will, traf ich einen Bekannten aus Magdeburg und frug denselben: Sag mal, kennst du einen Brustawitzki aus Magdeburg? Es stellte sich heraus, daß Brustawitzki aus einem Drecksnest bei Magdeburg stammt, wo ebenfalls dieser Bekannte wohnte. Meiner Meinung nach hätte man Brustawitzki nicht nach Leningrad lassen dürfen. Ich muß sagen: Wir haben hier die Wachsamkeit außer acht gelassen.“

Der vom Leiter der Kaderabteilung des EKKI, Gevork Alichanov, am 31. Januar 1937 vorgelegte Bericht „Ueber die deutsche Emigration in der Sowjetunion“ weist Brustawitzki als Agenten der Gestapo und des deutschen Konsulats aus.
Am 28. September 1989 wurde Abraham Brustawitzki rehabilitiert.
Die Eltern Abraham Brustawitzkis sowie der Bruder Chaim Baruch (* 1898), dessen Frau Helene (* 1898) und der Sohn David (* 1922) wurden Opfer des Holocaust. Am 8. Juni 2022 wurden vor ihren ehemaligen Wohnorten, Magdeburg, Brandenburger Str. 2 und Kleine Kloster–Str. 2, Stolpersteine verlegt. Der Bruder Motek (* 1906, auch Max Brusto), Journalist und Schriftsteller, lebte zunächst in Hamburg, von 1933 bis 1942 in Paris und Nizza. Er floh über den Genfersee in die Schweiz, wo er in Auffang- und Arbeitslagern interniert wurde. Nach Ende des Zweiten Weltkrieges kehrte er wieder nach Frankreich zurück.

## Veröffentlichungen
- A. Brustow: Zu den Gedichten von Wilhelm Tkaczyk. In: Internationale Literatur. Zentralorgan der Internationalen Vereinigung Revolutionärer Schriftsteller. Bd. 3. 1933, Nr. 1, Januar, S. 128–130
- A. Brustow: Bertolt Brekht. In: Zvezda. 1935, Nr. 9, S. 144–162
- A. Brustow: Der Dichter in der Emigration. Zu den neuen Gedichten von Johannes R. Becher. In: Der Kämpfer. Monatsschrift für Literatur und Kunst. Organ des Verbandes der Sowjetschriftsteller der ASSRdWD. Bd. 4. 1936, Nr. 1, Januar, S. 62–72, Nr. 2, Februar, S. 63–70